# Góry Terektyńskie
Góry Terektyńskie (ros. Теректинский хребет, Tieriektinskij chriebiet) – pasmo górskie w azjatyckiej części Rosji, w centralnej części Ałtaju. Rozciąga się na długości ok. 120 km. Najwyższy szczyt pasma wznosi się na wysokość 2927 m n.p.m. (według innych źródeł 2820 m n.p.m.). Góry zbudowane są głównie z łupków krystalicznych i skał wylewnych. Zbocza północne porośnięte są lasami sosnowymi, jodłowymi i modrzewiowymi. Na zboczach południowych przeważają lasy jodłowe. Powyżej 2000 m n.p.m. występują zarośla brzóz i wierzby karłowatej. W najwyższych partiach znajdują się łąki alpejskie i tundra górska.